# Patrik Augusta
Patrik Augusta (* 13. listopadu 1969 Jihlava, Československo) je český hokejový trenér a bývalý útočník. Jeho otcem byl hokejista a trenér Josef Augusta.

## Kariéra

### Hráčská kariéra
S hokejem začínal v týmu HC Dukla Jihlava. Později se dostal také do československé reprezentace a zahrál si jak na olympijských hrách, tak i na mistrovství světa. Jako nadějný mladý hráč byl v roce 1992 draftován v sedmém kole (jako 149. celkově) týmem Toronto Maple Leafs. Nejprve začínal hrát na farmě Toronta St. John's Maple Leafs v AHL. V sezoně 1993/1994 dostal šanci si zahrát v NHL, další sezonu strávil opět ve farmářském týmu. Následující sezonu se Toronto rozhodlo přemístit Augustu do týmu Los Angeles Ice Dogs později Long Beach Ice Dogs (IHL), kde strávil 4 sezony, přičemž ve třech z nich se mu povedlo získat více než 80 bodů. Jedinou výjimkou byl ročník 1998/1999, kdy si zahrál také 2 zápasy v NHL za tým Washington Capitals.
Rozhodl se ukončit zámořskou kariéru a podepsal smlouvu s týmem SERC Wild Wings. Po dvou letech strávených v Schwenningenu podepsal dvouletou smlouvu s Krefeld Pinguine a v sezoně 2002/2003 získal s tímto klubem německý titul. Augusta zde hrál s Christophem Brandnerem a Bradem Purdiem v první útočné formaci, nazývané „magický trojúhelník“. V sezoně 2003/04 se stěhoval do Hannover Scorpions, kde hrál 3 sezony. Různá zranění ho poté přinutila ukončit aktivní kariéru.

### Trenérská kariéra
Po ukončení hráčské kariéry začal pracoval jako skaut pro Phoenix Coyotes. V roce 2008 se stal novým sportovním manažerem Dukly Jihlava. Od roku 2009 do 2013 byl asistentem hlavního trenéra v jihlavské Dukle. Od začátku sezony 2017/2018 se stal spolu s Viktorem Ujčíkem trenérem BK Mladá Boleslav. V listopadu téhož roku byli odvoláni. V roce 2018 začal pracovat pro Bílé Tygry Liberec, kde se stal také asistentem hlavního trenéra Filipa Pešána. Dne 9. května 2019 byl jmenován hlavním koučem týmu Bílí Tygři Liberec poté, co Filip Pešán přijal nabídku pozice šéftrénera hokejového svazu. V Libereckém týmu působil do konce ročníku 2022/23. 7. července 2023 byl Augusta zvolen hlavním trenérem české dvacítky, která z předešlého roku skončila na druhém místě. Obhájit stříbrné medaile se nepodařilo ale z mistrovství světa juniorů 2024 získali bronz. Po vydařeném turnaji mistrovství světa juniorů dostal nabídku z extraligového klubu HC Vítkovice Ridera, který provizorně vede Roman Šimíček. Prezident hokejového svazu Alois Hadamczik uvedl že chce mít reprezentačního trenéra na plný úvazek. Patrik Augusta setrval v národním mužstvu a s juniorským výběrem do 20 let zopakoval zisk bronzové medaile na mistrovství světa juniorů 2025.

## Ocenění a úspěchy
- 1994 AHL Willie Marshall Award
- 1994 AHL Druhý All-Star Tým (stal se prvním Čechem, který tohoto ocenění dosáhl)
- 1995 AHL - All-Star Game
- 1997 IHL Druhý All-Star Tým (stal se jediným Čechem, který tohoto ocenění dosáhl)
- 2004 DEL - All-Star Game

## Prvenství
- Debut v NHL - 1. ledna 1994 (Toronto Maple Leafs proti Los Angeles Kings)

## Klubové statistiky
| Sezóna        | Klub                   | Soutěž        |     | Základní část | Základní část | Základní část | Základní část | Základní část |    | Play off | Play off | Play off | Play off | Play off |
| Sezóna        | Klub                   | Soutěž        | Z   | G             | A             | B             | TM            | Z             | G  | A        | B        | TM       |          |          |
| 1988–89       | HC Dukla Jihlava       | ČSHL          | 15  | 3             | 1             | 4             | 4             | —             | —  | —        | —        | —        |          |          |
| 1989–90       | HC Dukla Jihlava       | ČSHL          | 39  | 9             | 11            | 20            | —             | 7             | 3  | 1        | 4        | —        |          |          |
| 1990–91       | HC Dukla Jihlava       | ČSHL          | 49  | 20            | 22            | 42            | 18            | 2             | 0  | 1        | 1        | —        |          |          |
| 1991–92       | HC Dukla Jihlava       | ČSHL          | 38  | 13            | 16            | 29            | —             | 8             | 1  | 4        | 5        | —        |          |          |
| 1992–93       | St. John's Maple Leafs | AHL           | 75  | 32            | 45            | 77            | 74            | 8             | 3  | 3        | 6        | 23       |          |          |
| 1993–94       | St. John's Maple Leafs | AHL           | 77  | 53            | 43            | 96            | 105           | 11            | 4  | 8        | 12       | 4        |          |          |
| 1993–94       | Toronto Maple Leafs    | NHL           | 2   | 0             | 0             | 0             | 0             | —             | —  | —        | —        | —        |          |          |
| 1994–95       | St. John's Maple Leafs | AHL           | 71  | 37            | 32            | 69            | 98            | 4             | 2  | 0        | 2        | 7        |          |          |
| 1995–96       | Los Angeles Ice Dogs   | IHL           | 79  | 34            | 51            | 85            | 83            | —             | —  | —        | —        | —        |          |          |
| 1996–97       | Long Beach Ice Dogs    | IHL           | 82  | 45            | 42            | 87            | 96            | 18            | 4  | 4        | 8        | 33       |          |          |
| 1997–98       | Long Beach Ice Dogs    | IHL           | 82  | 41            | 40            | 81            | 84            | 17            | 11 | 7        | 18       | 20       |          |          |
| 1998–99       | Long Beach Ice Dogs    | IHL           | 68  | 24            | 35            | 59            | 125           | 8             | 4  | 6        | 10       | 4        |          |          |
| 1998–99       | Washington Capitals    | NHL           | 2   | 0             | 0             | 0             | 0             | —             | —  | —        | —        | —        |          |          |
| 1999–00       | SERC Wild Wings        | DEL           | 34  | 14            | 15            | 29            | 52            | —             | —  | —        | —        | —        |          |          |
| 2000–01       | SERC Wild Wings        | DEL           | 56  | 25            | 25            | 50            | 44            | —             | —  | —        | —        | —        |          |          |
| 2001–02       | Krefeld Pinguine       | DEL           | 60  | 15            | 40            | 55            | 54            | 3             | 0  | 0        | 0        | 2        |          |          |
| 2002–03       | Krefeld Pinguine       | DEL           | 51  | 15            | 19            | 34            | 48            | 14            | 5  | 13       | 18       | 18       |          |          |
| 2003–04       | Hannover Scorpions     | DEL           | 51  | 20            | 18            | 38            | 66            | 5             | 1  | 3        | 4        | 4        |          |          |
| 2004–05       | Hannover Scorpions     | DEL           | 51  | 17            | 29            | 46            | 67            | —             | —  | —        | —        | —        |          |          |
| 2005–06       | Hannover Scorpions     | DEL           | 22  | 8             | 7             | 15            | 18            | 10            | 1  | 2        | 3        | 10       |          |          |
| Celkem v ČSHL | Celkem v ČSHL          | Celkem v ČSHL | 137 | 47            | 45            | 92            | 22            | 17            | 4  | 6        | 10       | —        |          |          |
| Celkem v NHL  | Celkem v NHL           | Celkem v NHL  | 4   | 0             | 0             | 0             | 0             | —             | —  | —        | —        | —        |          |          |
| Celkem v AHL  | Celkem v AHL           | Celkem v AHL  | 223 | 122           | 120           | 242           | 277           | 23            | 9  | 11       | 20       | 34       |          |          |
| Celkem v DEL  | Celkem v DEL           | Celkem v DEL  | 325 | 114           | 153           | 267           | 349           | 32            | 6  | 15       | 21       | 30       |          |          |

## Reprezentace
Byl členem bronzových československých týmů na Zimních olympijských hrách v Albertville v roce 1992 a na Mistrovství světa ve stejném roce.
| Rok                    | Tým                    | Soutěž                 | Z  | G | A | B | TM |
| ---------------------- | ---------------------- | ---------------------- | -- | - | - | - | -- |
| 1992                   | Československo         | OH                     | 8  | 3 | 2 | 5 | 0  |
| 1992                   | Československo         | MS                     | 5  | 2 | 2 | 4 | 4  |
| Seniorská reprezentace | Seniorská reprezentace | Seniorská reprezentace | 13 | 5 | 4 | 9 | 4  |